# Lady Barron
Lady Barron är en ort i Australien. Den ligger i kommunen Flinders och delstaten Tasmanien, i den sydöstra delen av landet, omkring 310 kilometer norr om delstatshuvudstaden Hobart. Den ligger på ön Flinders Island.
Trakten är glest befolkad. 
Genomsnittlig årsnederbörd är 758 millimeter. Den regnigaste månaden är juli, med i genomsnitt 86 mm nederbörd, och den torraste är januari, med 30 mm nederbörd.